# Paulo Diogo
Paulo da Cruz Diogo (Crissier , 21 de abril de 1975) é um futebolista da Suíça de ascendência portuguesa.

## Carreira
Jogou a maior parte de sua carreira no Lausanne Sports (1994-99 e 2008-09) e Servette (2000-04). Defendeu também Yverdon Sport, Grenoble Foot, Sione Schaffhausen, pendurando as chuteiras em 2009.

## Acidente durante comemoração
Em 5 de dezembro de 2004, jogando pelo Servette em um jogo contra o Schaffhausen, participou de um gol de Jean Beausejour aos 87 minutos de jogo. Durante a comemoração, teve um famoso acidente em que seu dedo foi arrancado acidentalmente quando foi se dependurar em uma grade que separava o campo da torcida, prendendo a aliança.
Polemicamente, ele recebeu um cartão amarelo na hora, oficialmente por ter abusado do tempo de comemoração após o gol, mas que na prática foi uma medida emergencial para que todos tivessem tempo de procurar o restante do seu dedo. O seu dedo não pode ser reimplantado e por isso o jogador teve o restante do dedo amputado. O fato gerou comoção internacional, e serviu como um alerta do perigo de se dependurar em lugares ou objetos enquanto se utiliza uma aliança, ou qualquer outro anel.